# 费德里科·路易吉 (梅纳布雷亚伯爵)
费德里科·路易吉，梅纳布雷亚伯爵，瓦尔多拉侯爵（Federico Luigi, 1º Conte Menabrea, 1st Marquis of Valdora，1809年9月4日—1896年5月24日）意大利将军、政治家和数学家。

## 生平
梅纳布雷亚出生于撒丁王国的尚贝里（Chambéry），在都灵大学受过教育，在那里他成为合格的工程师，并成为一名数学博士。后在军事学院和都灵大学教授力学和建筑学。在他的著名的出版物：《Sketch of the Analytical Engine Invented by Charles Babbage, Esq》（分析机（早期的机械通用计算机）草图），通过艾达·乐芙兰斯（Ada Lovelace，1842）的翻译与笔记，它描述了许多计算机方面的体系结构和编程。
1848年撒丁国王查理·阿尔伯特派他出使莫德纳和帕尔马，以确保两国依附撒丁王国。随后他进入了皮埃蒙特的议会，先后担任战争部长和外交部长。
1859年第二次意大利独立战争中，他主张与梵蒂冈妥协，在伦巴第战场担任少将工程师总司令，监管佩斯基耶拉（Peschiera）攻城器具，参加了帕莱斯特罗战役和索尔费里诺战役，和修理一些北方堡垒的工事。1860年，他成为中将，参加了1860年的盖塔围攻。以功勋他被任命为参议员和得到伯爵头衔。
1861年梅纳布雷亚任贝蒂诺·里卡索利内阁的海军部长、公共工程部长，担任到1864年。1866年战争结束后，他被选为布拉格条约谈判的意大利全权代表，将威尼斯转交意大利。1867年10月接替乌尔巴诺·拉塔齐担任首相，处理加里波第入侵教皇国和蒙塔纳战役失败后的困难情况。
梅纳布雷亚否认加里波第的做法，并制定针对他的司法程序，但在与法国政府谈判时，他抗议教皇保留世俗的权力，坚持意大利对罗马的干涉是正确的。他安排维克托·伊曼纽尔二世和拿破仑三世在1869年6月的秘密谈判，并拒绝接受法国联盟的想法。
在他任职期间，支持财政部长迪格尼伯爵（Count Cambray Digny）的政策，迫使国会通过了奎因蒂诺·塞拉（Quintino Sella）提出的谷物税。经过内阁一系列的变化和危机，梅纳布雷亚于1869年12月选举未获得多数后辞职。
1875年被授予瓦尔多拉侯爵爵位，他的继任者乔瓦尼·兰萨为了消除他的影响力，任命他为国王副官，把他送到伦敦当大使，他在那里一直到1882年，后接替恩里科·恰尔迪尼将军（General Cialdini）任巴黎大使。十年之后他退出了公众生活，1896年5月24日在圣卡平去世。

## 出版物
- Sketch of the Analytical Engine Invented by Charles Babbage, Esq.（页面存档备份，存于） with notes by trans. Ada Lovelace, in Scientific Memoirs, Vol 3（1842）

| 前任： 乌尔巴诺·拉塔齐 | 意大利首相 1867–1869     | 繼任： 乔瓦尼·兰萨                   |
| 前任： 庞佩奥·迪坎佩洛 | 意大利外交部长 1867–1869 | 繼任： 埃米利奥·维斯孔蒂-维诺斯塔 :) |